# D-amminoacido N-acetiltransferasi
La D-amminoacido N-acetiltransferasi è un enzima appartenente alla classe delle transferasi, che catalizza la seguente reazione:
acetil-CoA + un D-amminoacido ⇄ CoA + un N-acetil-D-amminoacido